# Antoni Sławikowski
Antoni Sławikowski (ur. 29 stycznia 1796 we Lwowie,  zm. 10 czerwca 1870 w Krzeszowicach) polski lekarz okulista. Uważany za twórcę polskiej okulistyki. Profesor tego kierunku na w szkole chirurgów we Lwowie w latach 1821–1851, a od 1851 roku Uniwersytecie Jagiellońskim. Przyczynił się do rozwoju nauk o chorobach oczu. Został odznaczony Złotym Krzyżem z Koroną za zasługi podczas walki z epidemią.